# Niepołomice
Niepołomice ([ɲɛpɔwɔˈmʲÉl͡sɛ]; en alemán: Niepolomitz / Heidenau: Niepolomitz / Heidenau) es una ciudad en el sur de Polonia, parte del voivodato de Pequeña Polonia (desde 1999, anteriormente voivodato de Cracovia). Está situada a 25 km de Cracovia junto al río Vistula y al bosque de Niepołomice (en polaco: Puszcza Niepołomnicka). Hay un castillo gótico del siglo XIV construida por Casimiro el Grande para expediciones de caza, así como un centro de conservación para el bisonte europeo (en polaco: Żubry). La Autostrada A4 conecta a la ciudad con Wieliczka y con Bochnia.

## La ciudad
Niepołomice se encuentra a unos 25 kilómetros del centro de Cracovia. El territorio del municipio comprende 95 kilómetros cuadrados, de los cuales la ciudad ocupa aproximadamente un tercio. En el municipio viven alrededor de 28 mil habitantes y casi la mitad reside en la ciudad Niepołomice.

## Historia
La historia de Niepołomice está estrechamente relacionada con el castillo, y con el bosque de Niepołomice. El primer pueblo se asentó alrededor de 1340 durante la construcción del castillo ordenada por Casimiro el Grande.

## El castillo
La construcción de la fortaleza de defensa y cacería en Niepołomice se inició a mediados del siglo XIV por orden de Casimiro el Grande. El castillo sería el alojamiento preferido del rey para cazar en el bosque de Niepołomice. También fue una de las residencias favoritas del rey Vladislao II Jagellón, y alcanzó su apogeo durante su reinado.
Algunas piezas de la colección de tapices jagellones fueron enviadas al castillo por las hermanas del rey Segismundo II Augusto después de su muerte. 
En 1655 durante el Diluvio Sueco los invasores destruyeron parte del castillo. El edificio tuvo varios usos durante las eras de partición y ocupación de Polonia.
En 1991 el Castillo se convertiría en propiedad del Municipio de Niepołomice, iniciándose obras de restauración que serían terminadas en 2007.

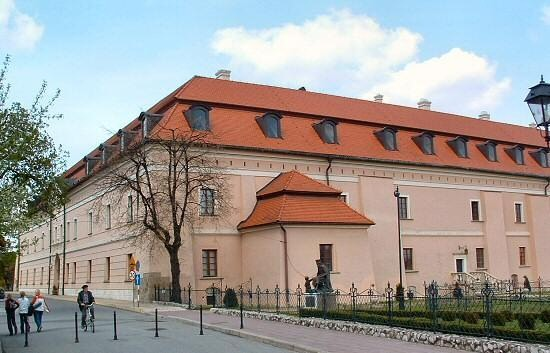
Exterior del castillo

## Ayuntamiento
En 1903 el arquitecto Jana Sas-Zubrzycki construyó el edificio del ayuntamiento a base de ladrillos rojos y en el estilo neogótico.

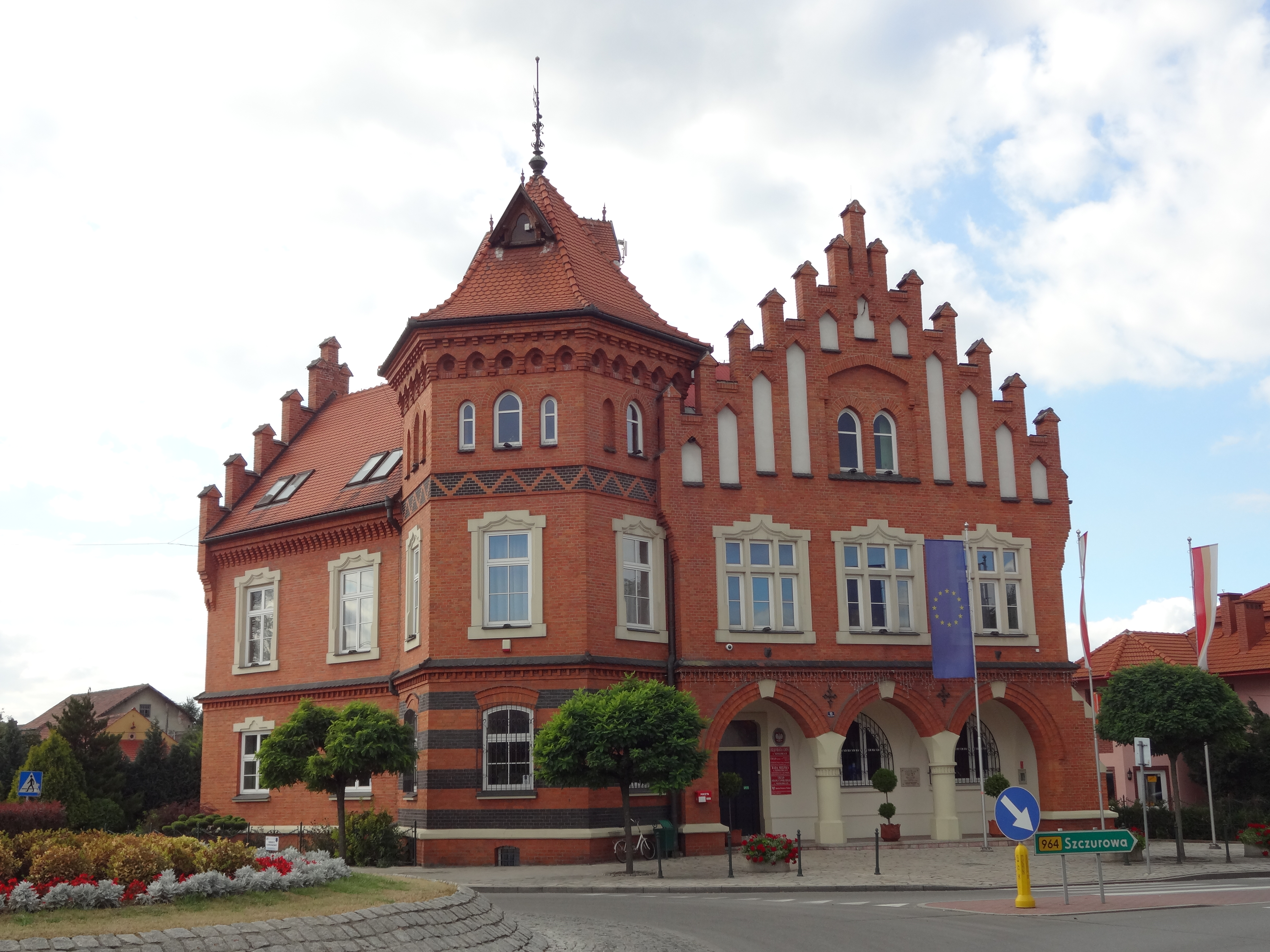
Edificio del ayuntamiento

## Ciudades hermanas
- Municipio de Enköping, Suecia